# Nils Rosén (zoolog)
Nils Walfrid Rosén, född 11 juni 1882 i Helsingborg, död 1 maj 1970 i Höja församling, Ängelholm, var en svensk zoolog. Han var far till arkitekt Nils Inge Rosén. 
Rosén, som var son till kyrkoherde Måns Rosén och Hilda Lindström, företog en forskningsresa till Bahamas 1908–1909, blev filosofie doktor i Lund 1910 på avhandlingen Zur Kenntnis der parasitischen Schnecken och var docent i zoologi där 1910–1914. Han var fiskeriintendent i övre norra distriktet 1914–1919 och i västra distriktet (sedermera Västerhavets distrikt) 1919–1949. 
Rosén var ledamot av svenska hydrologisk-biologiska kommissionen 1930–1948, redaktör för internationella havsforskningsrådets fiskeristatistik 1939–1952 och överinspektör för exportkontroll av fisk vid syd- och västkusten från 1949. Han innehade flera sakkunniguppdrag; han var sekreterare i 1933–1935 års fiskeriutredning och Göteborgs och Bohus läns havsfiskeförenings ombudsman 1920–1949.
Rosén författade skrifter i zoologi, fiskeribiologi och fiske, däribland Djurgeografi (1914), Havsfiskar och havsfisken (tillsammans med Arvid R. Molander 1923) och Författningar berörande det bohuslänska havsfisket (andra upplagan 1939). Han var redaktör för Det vildas värld I–V (tillsammans med Bertil Hanström, andra upplagan 1956), Vår fiskerinäring (1947), Die schwedische Westküstenfischerei (1953) och bearbetade avdelningen om fiskar i Djurens värld. Han var utgivare av Göteborgs och Bohus läns havsfiskeförenings årsbok 1919–1949, Nysvensk fiskeritidskrift 1928–1934, huvudredaktör för Svenskt fiskelexikon (1955) och medarbetare i Svensk uppslagsbok.